# Kubinke, der Barbier, und die drei Dienstmädchen
Kubinke, der Barbier, und die drei Dienstmädchen è un film muto del 1926 diretto da Carl Boese.

## Produzione
Il film fu prodotto dalla berlinese National-Film.

## Distribuzione
Distribuito dalla National-Film, fu presentato a Berlino il 6 agosto 1926 con un visto di censura rilasciato il 14 giugno 1926.